# Rune Halvarsson
Enok Rune Halvarsson, född 30 juli 1911 i Stockholm, död 3 augusti 1969 i Täby, var en svensk skådespelare, imitatör och röstskådespelare.
Halvarsson medverkade i flera amatörrevyer som ung. Han debuterade som imitatör på Chinateatern 1938 och var även en av originalmedlemmarna i Vårat gäng.
Rune Halvarsson är begravd på Norra begravningsplatsen utanför Stockholm.

## Filmografi
- 1939 – Sjöcharmörer
- 1940 – Hans Nåds testamente
- 1941 – Springpojkar är vi allihopa
- 1941 – Kalle Anka gräddar våfflor (röst som Kalle Anka)
- 1942 – Halta Lottas krog
- 1942 – Löjtnantshjärtan
- 1942 – Livet på en pinne
- 1942 – Det är min musik
- 1942 – Olycksfågeln nr 13
- 1943 – På liv och död
- 1943 – Natt i hamn
- 1944 – Dolly tar chansen
- 1944 – Örnungar
- 1944 – Lev farligt
- 1944 – En dag skall gry
- 1944 – Hans livs lopp
- 1944 – Vi på Vallberga
- 1945 – Rosen på Tistelön
- 1945 – Pettersson & Bendels nya affärer
- 1945 – Skådetennis
- 1946 – Ebberöds bank
- 1946 – Jag älskar dig, argbigga
- 1947 – Pank och fågelfri (röst som Musse Pigg)
- 1947 – Vår Herre tar semester
- 1948 – Kärlek, solsken och sång
- 1950 – Kvartetten som sprängdes
- 1950 – Ung och kär
- 1951 – Frånskild
- 1952 – Farlig kurva
- 1952 – 69:an, sergeanten och jag
- 1953 – Arbetets melodi
- 1953 – Folket i fält
- 1953 – En skärgårdsnatt
- 1953 – Resan till dej
- 1953 – Ogift fader sökes
- 1957 – Åsa-Nisse i full fart
- 1958 – Jazzgossen
- 1958 – Trappa utan slut
- 1959 – Sängkammartjuven
- 1959 – Fridolfs farliga ålder
- 1961 – Pongo och de 101 dalmatinerna (röst som Hjalle)
- 1965 – Nattmara

## Teater

### Roller
| År   | Roll                         | Produktion                                           | Regi           | Teater                  |
| ---- | ---------------------------- | ---------------------------------------------------- | -------------- | ----------------------- |
| 1942 | 39 5/38 Klang, reservmanskap | Beredskap Gunnar Ahlström                            | Alf Sjöberg    | Dramaten                |
| 1944 | Kommissarie Rooney           | Arsenik och gamla spetsar Joseph Kesselring          | Hasse Ekman    | Oscarsteatern           |
| 1946 | Filmdirektören               | Behärska dig kvinna Stanley Lupino och Edward Horans | Johan Jacobsen | Chinateatern            |
| 1960 |                              | Kvartetten som sprängdes Birger Sjöberg              | Åke Falck      | Skansens friluftsteater |

## Radioteater

### Roller
| År   | Roll     | Produktion                              | Regi      |
| ---- | -------- | --------------------------------------- | --------- |
| 1960 | Bratscha | Kvartetten som sprängdes Birger Sjöberg | Åke Falck |